# Бабушкина, Яна Андреевна
Яна Андреевна Бабушкина (в девичестве Гринёва; род. 7 декабря 1989, Бердск, Новосибирская область) — российская биатлонистка, неоднократная чемпионка России в командных дисциплинах. Мастер спорта России.

## Биография
Занималась биатлоном с 2000 года, воспитанница бердской спортивной школы «Восток». Выступает за Новосибирскую область. Первые тренеры — Калинин Николай Фёдорович, Гринёва Наталья Александровна, также тренировалась под руководством С. Н. Басова, К. С. Попова, Г. Е. Челюканова.
Участница чемпионата мира среди юниоров 2010 года в Турсбю, заняла 25-е место в спринте и 23-е — в гонке преследования. Неоднократная призёрка первенств России, Спартакиады учащихся России, чемпионата Азии в младших возрастах.
Чемпионка России в командной гонке (2014), эстафете (2015), гонке патрулей (2016), двукратная чемпионка России по летнему биатлону в эстафетах (2013, 2015). Также становилась призёром чемпионата страны по биатлону и летнему биатлону.
В составе второй сборной России участвовала в гонках Кубка IBU в сезоне 2014/15. Стартовала в трёх личных гонках, лучший результат — 44-е место в спринте на этапе в Бейтостолене.
В 2016 году принимала участие в чемпионате мира по летнему биатлону в Отепя, заняла 28-е место в спринте и 22-е — в гонке преследования.
Становилась победительницей чемпионата Сибирского федерального округа, призёром этапов Кубка России.
Окончила Новосибирский государственный педагогический университет (2006).

## Личная жизнь
Замужем, есть дочь. Муж и родители также занимались биатлоном.